# Domblans
Domblans is een gemeente in het Franse departement Jura (regio Bourgogne-Franche-Comté). De plaats maakt deel uit van het arrondissement Lons-le-Saunier. Op 1 januari 2019 werd Domblans uitgebreid met de op die datum opgeheven gemeente Bréry. Domblans telde op 1 januari 2022 1.195 inwoners. 
Het Kasteel van Blandans is een wijnkasteel dat grotendeels dateert uit de 16e eeuw, maar al bestond in de 13e eeuw.

## Geografie
De oppervlakte van Domblans bedroeg op 1 januari 2022 14,86 vierkante kilometer; de bevolkingsdichtheid was toen 80,4 inwoners per km².

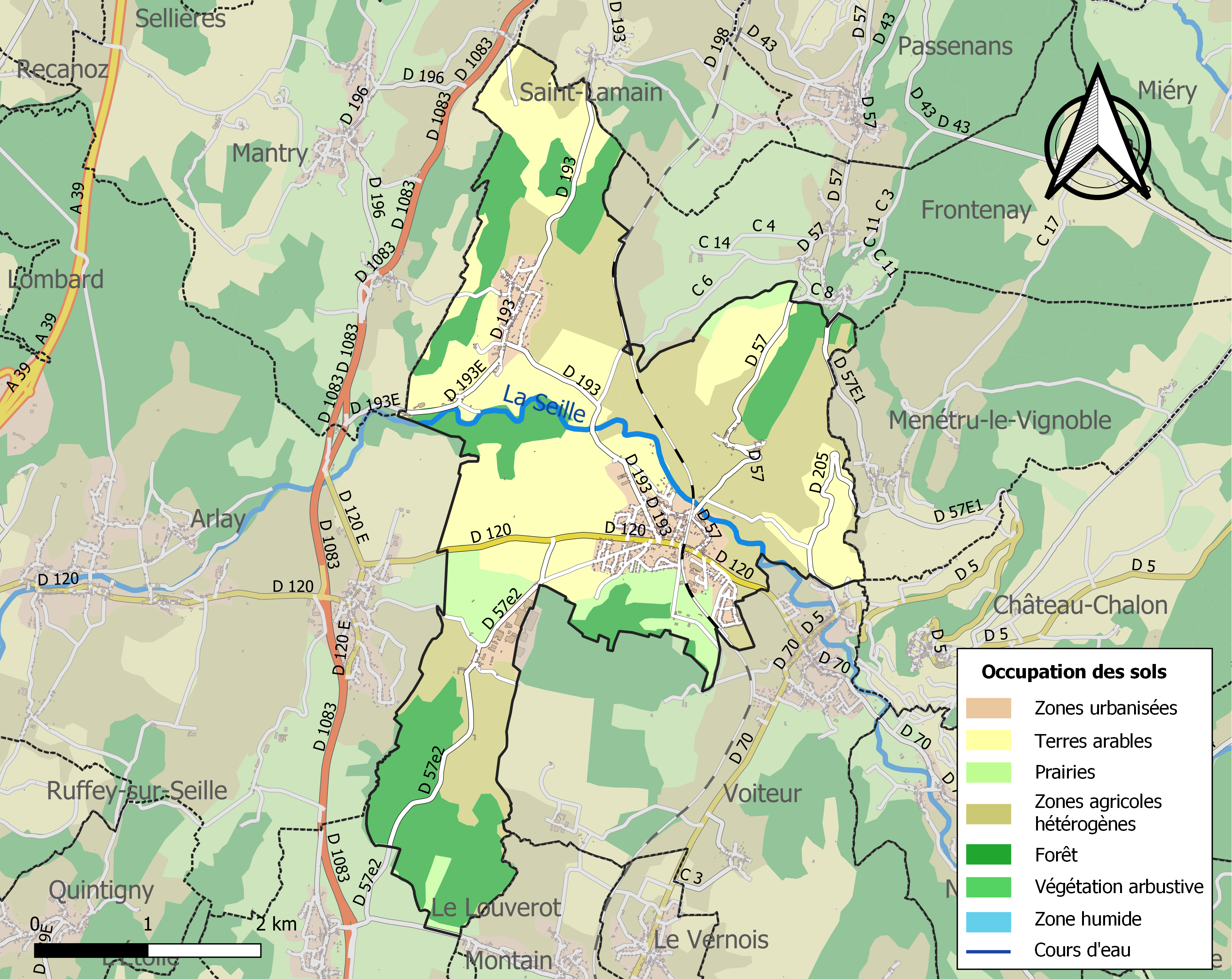
Kaart van de gemeente met de belangrijkste infrastructuur, bodemgebruik en omliggende gemeenten

## Demografie
Onderstaande figuur toont het verloop van het inwonertal (bron: INSEE-tellingen).

## Verkeer en vervoer
In de gemeente ligt spoorwegstation Domblans-Voiteur.